# Stanislaw Waskiewicz
Stanislaw Waskiewicz (Polonia, 9 de septiembre de 1947-28 de septiembre de 2012) fue un atleta polaco especializado en la prueba de 4x720 m, en la que consiguió ser medallista de bronce europeo en pista cubierta en 1972.

## Carrera deportiva
En el Campeonato Europeo de Atletismo en Pista Cubierta de 1972 ganó la medalla de bronce en los relevos de 4x720 metros, con un tiempo de 6:27.6 segundos, llegando a meta tras Alemania Occidental (oro) y la Unión Soviética (plata).